# عبد الرحمن مسعد (عداء)
عبد الرحمن مسعد صالح (مواليد 12 أغسطس 1957) عداء سوداني لمسافات طويلة. تنافس في سباق 5000 متر رجال في دورة الألعاب الأولمبية الصيفية لعام 1988.

## روابط خارجية
- عبد الرحمن مسعد (عداء) على موقع أوليمبيديا (الإنجليزية)